# Nižná Pisaná
Nižná Pisaná es un municipio del distrito de Svidník en la región de Prešov, Eslovaquia, con una población estimada a final del año 2024 de 75 habitantes.
Se encuentra ubicado en el centro-norte de la región, cerca del río Ondava (cuenca hidrográfica del río Tisza) y de la frontera con  Polonia.

## Demografía
| Año        | 1994 | 2004     | 2014  | 2024     |
| ---------- | ---- | -------- | ----- | -------- |
| Población  | 88   | 100      | 86    | 75       |
| Diferencia |      | +13,63 % | −14 % | −12,79 % |

| Año        | 2023 | 2024    |
| ---------- | ---- | ------- |
| Población  | 78   | 75      |
| Diferencia |      | −3,84 % |